# Italians de Romania

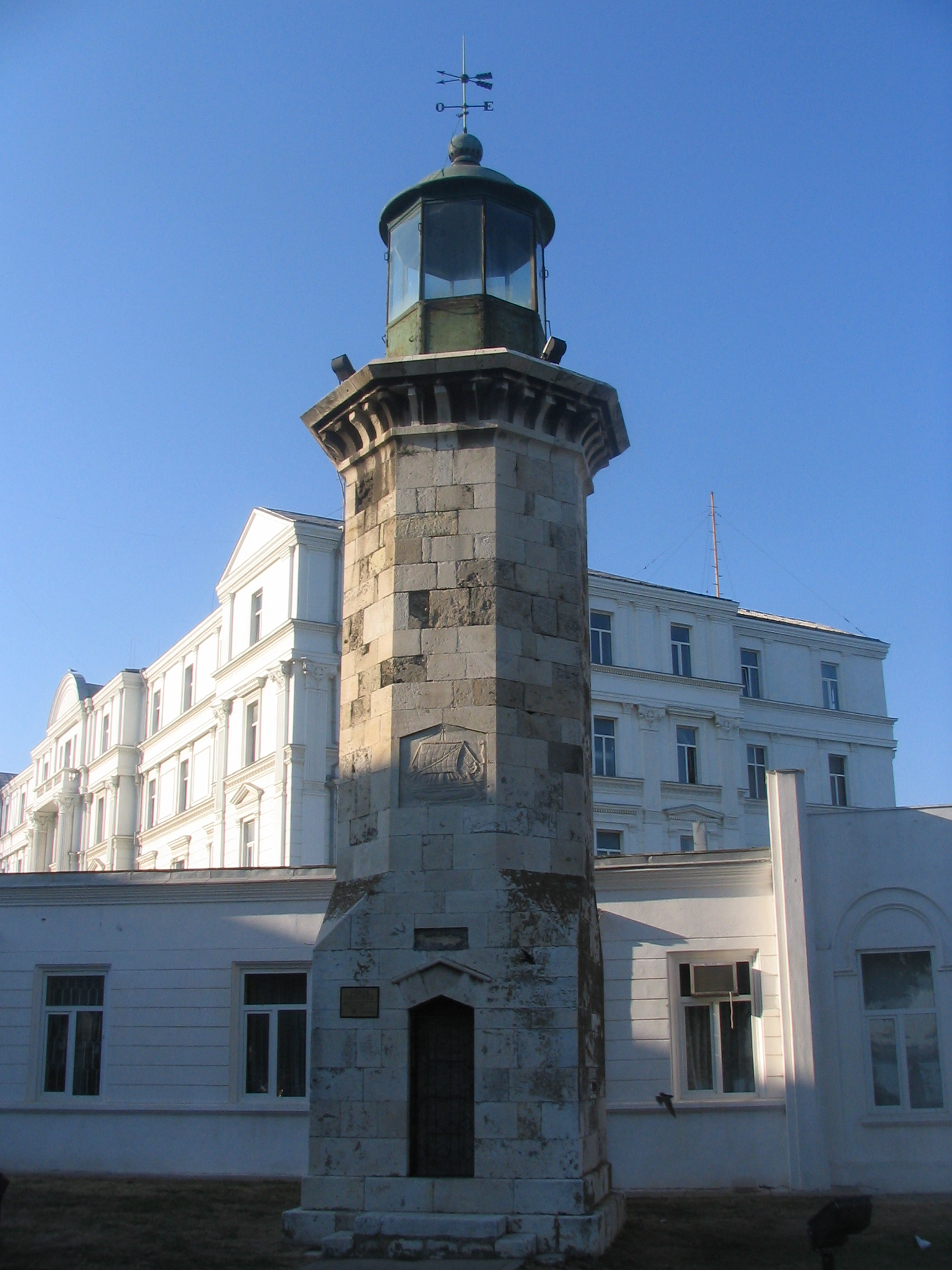
El far genovès

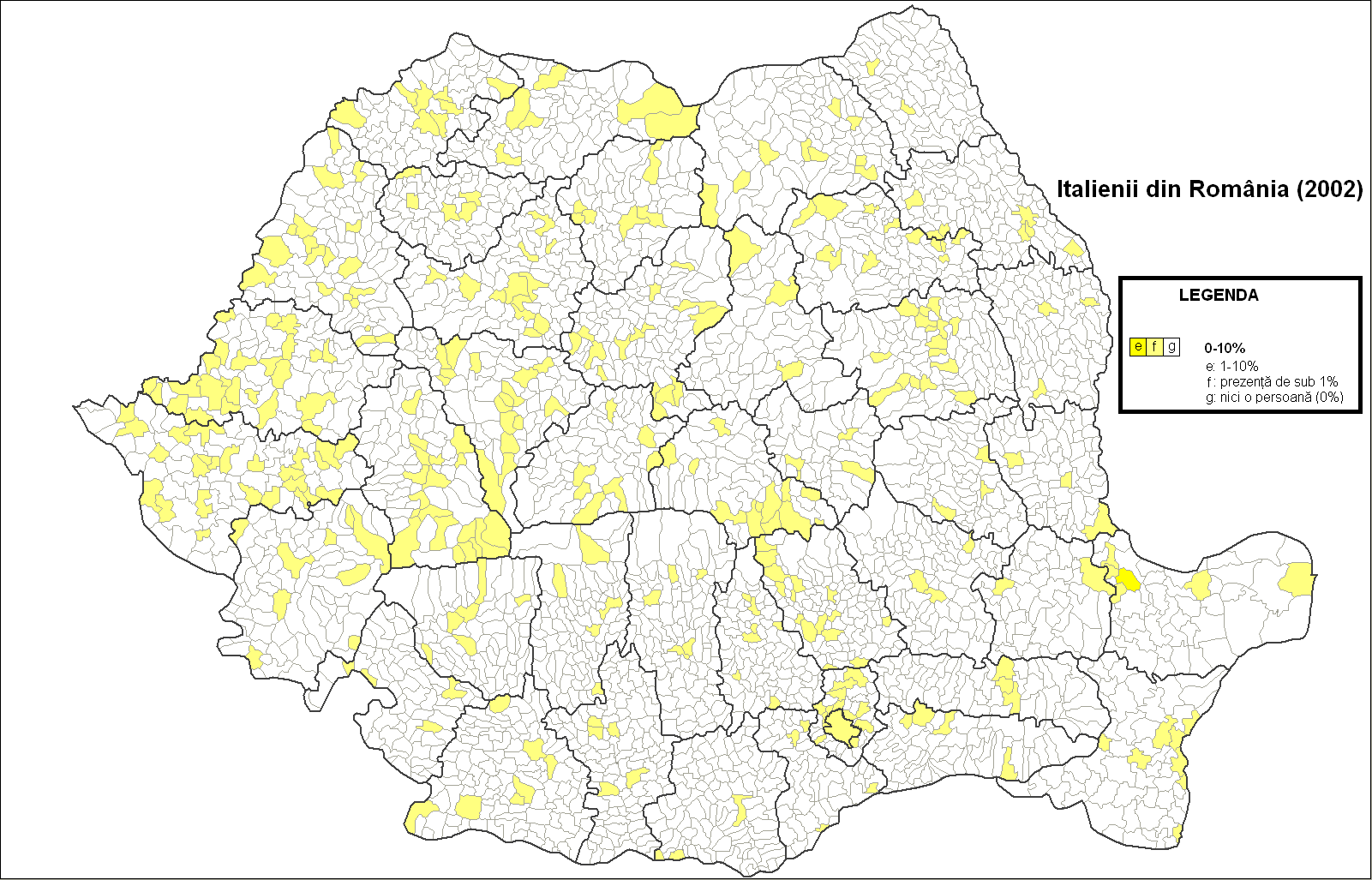
Italians el 2002 Romania

Els italians de Romania són persones d'ascendència italiana que resideixen o s'han traslladat a Romania.
Són una minoria ètnica a Romania, amb 3.203 persones segons el cens del 2011. Els italians estan força dispersos per tot el país, tot i que n'hi ha un nombre més elevat en algunes parts del país (especialment el comtat de Suceava, el comtat de Bacău, el comtat de Galati, el comtat de Iasi, el comtat de Constanta, el comtat de Brasov, el comtat de Prahova, el comtat de Vâlcea i el comtat de Timiș), i al municipi de Bucarest.
Com a minoria ètnica reconeguda oficialment, els italians tenen un escó reservat a la Cambra de Diputats de Romania. La comunitat italiana de Romania la va celebrar entre el 1992 i el 2004 i l'Associació dels italians de Romania des del 2004.
En els darrers anys, el nombre d'italians nascuts a l'estranger que viuen a Romania ha augmentat substancialment. A novembre de 2007, hi havia uns 12.000 italians nascuts a l'estranger a Timişoara i als seus voltants. Els italians han comprat prop de 3.000 quilòmetres quadrats de terres (el 2% de les terres agrícoles de Romania). Molts estan casats amb romaneses que van conèixer a Itàlia, que ara és el país amb la població romanesa més gran del món fora de Romania i Moldàvia.
Segons Eurostat, el 2015 hi havia 38.580 persones nascudes a Itàlia que vivien a Romania.

## Història
El territori de la Romania actual forma part de les rutes comercials dels italians (especialment genovesos i venecians) al Danubi des del segle xiii com a mínim. Van fundar diversos ports al Danubi, incloent-hi Vicina (prop d'Isaccea), Sfântu Gheorghe, San Giorgio (Giurgiu) i Calafat.
Durant els segles XIX i XX, molts italians de l'Àustria-Hongria occidental es van establir a Transsilvània. Durant el període d'entreguerres, alguns italians es van establir a Dobrudja.
Després de 1880, italians de Friuli i Vèneto es van establir a Greci, Cataloi i Măcin, al nord de la Dobrudja. La majoria treballaven a les pedreres de granit de les muntanyes Măcin, alguns es van convertir en agricultors i altres treballaven en la construcció de carreteres.

### El far genovès de Constanța
Amb un desnivell de 26 peus (7.9 m), un far anomenat Farul Genovez - el far genovès - va ser construït el 1860 per la "Danubius and Black Sea Company" per honrar els comerciants genovesos que van establir una comunitat de comerciants marítims a Constanța al segle xiii.

## Italians il·lustres de Romania
- Gaspar Graziani, governant de Moldàvia
- Mansi Barberis (1899–1986), compositor musical
- Livio Bellegante
- Florin Bogardo
- Mircea Grosaru (1952–2014), polític, advocat, professor
- Horia Moculescu
- Alexandru Pesamosca
- Andi Gabriel Grosaru, advocat
- Simone Tempestini, campiona de ral·li de Romania